# SummerSlam (2009)
SummerSlam (2009) — двадцать второе в истории шоу SummerSlam, PPV-шоу производства американского рестлинг-промоушна WWE. Шоу состоялось 23 августа 2009 года в Лос-Анджелесе, Калифорния, США на арене «Стэйплс-центр».
На шоу было проведено восемь матчей. Главным событием вечера стала победа Си Эм Панка над Джеффом Харди в матче «Столы, лестницы и стулья», что сделало его трёхкратным чемпионом мира в тяжёлом весе.

## Результаты
| #    | Поединки                                                                              | Условия                                                               | Время      |
| ---- | ------------------------------------------------------------------------------------- | --------------------------------------------------------------------- | ---------- |
| Dark | Бет Феникс выбив последней Келли Келли и Ив Торрес                                    | Королевская битва 15 див                                              | Неизвестно |
| 1    | Рей Мистерио (c) победил Дольфа Зигглера                                              | Одиночный матч за титул интерконтинентального чемпиона WWE            | 12:26      |
| 2    | Монтел Вонтевиус Портер победил Джэка Сваггера                                        | Одиночный матч                                                        | 06:22      |
| 3    | Крис Джерико и Биг Шоу (c) победили «Крайм Тайм» (Шэд Гаспард и JTG)                  | Командный матч за титул объединенных командных чемпионов WWE          | 09:42      |
| 4    | Кейн победил Великого Кали (с Раджином Сингхом)                                       | Одиночный матч                                                        | 05:56      |
| 5    | D-Generation X (Triple H и Шон Майклз) победили «Наследие» (Коди Роудс и Тед Дибиаси) | Командный матч                                                        | 19:02      |
| 6    | Кристиан (c) победил Уильяма Ригала (с Владимиром Козловым и Иезекиил Джексоном)      | Одиночный матч за титул чемпиона ECW                                  | 00:08      |
| 7    | Рэнди Ортон (c) победил Джона Сину                                                    | Одиночный матч за титул чемпиона WWE                                  | 20:44      |
| 8    | Си Эм Панк победил Джеффа Харди (c)                                                   | Матч «Столы, лестницы и стулья» за титул чемпиона мира в тяжелом весе | 19:40      |